# Spilomicrus modestus
Spilomicrus modestus är en stekelart som beskrevs av Tomsik 1947. Spilomicrus modestus ingår i släktet Spilomicrus, och familjen hyllhornsteklar. Arten är reproducerande i Sverige.